# 与那城町

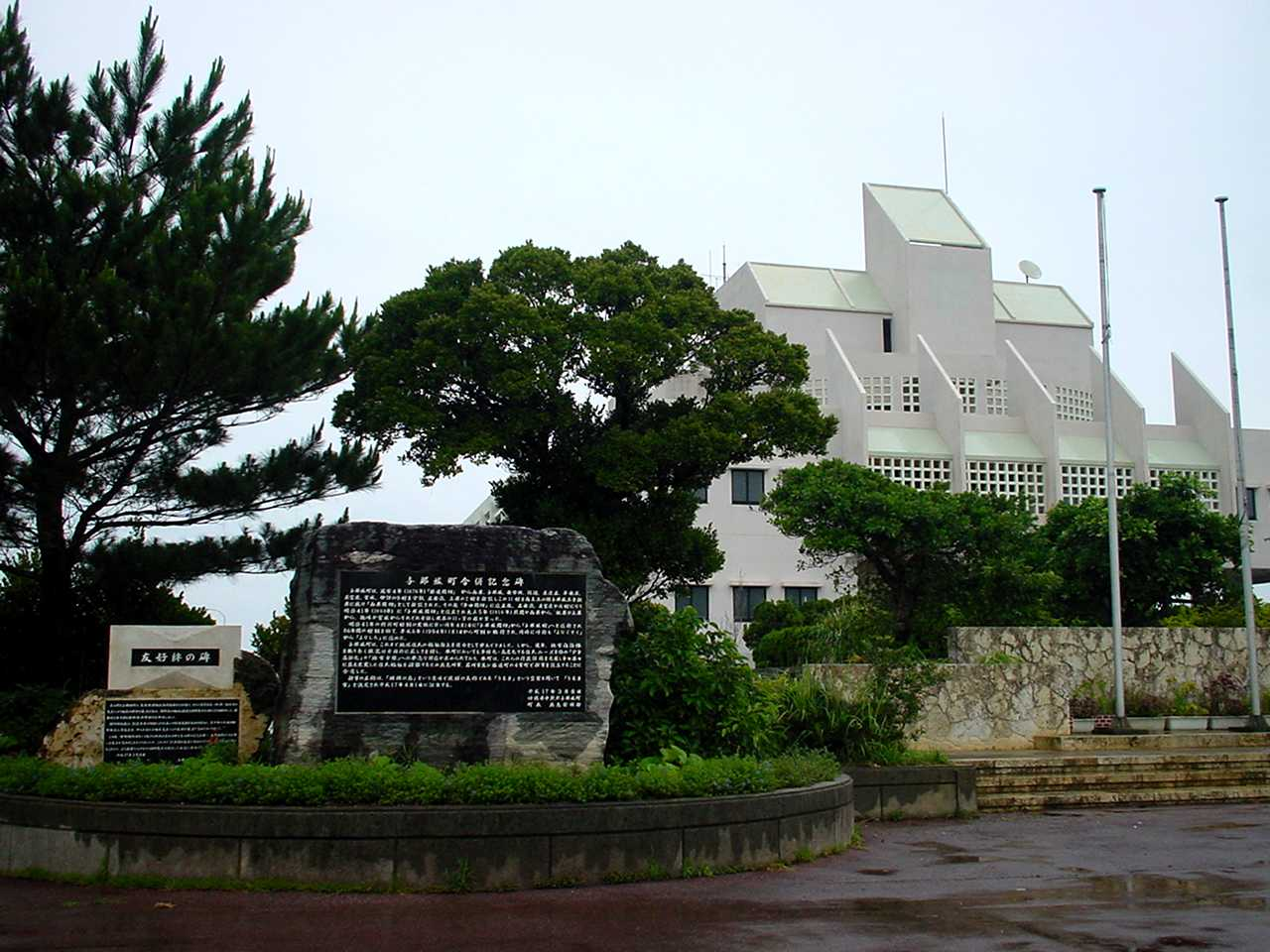
旧・与那城町役場（現・うるま市与那城庁舎）

与那城町（よなしろちょう）は、沖縄県中頭郡に属していた町。町域の全ての島が海中道路や橋で結ばれている。
2005年4月1日に具志川市、石川市、中頭郡勝連町と合併してうるま市になったため消滅した。町役場は屋慶名に置かれたが、1993年に現在地に移転するときに役場周辺を字名を「中央」とした。合併後は、うるま市役所与那城庁舎となった。

## 地理
沖縄本島東海岸に突き出た与勝半島の北半分と4つの島（藪地島、平安座島、宮城島、伊計島）からなる。全ての島は海中道路や橋によって結ばれている。南は勝連町に接し、北は金武湾に面している。

### 隣接していた自治体
- 具志川市
- 勝連町

## 地域
- 安勢理（あせり）
- 伊計（いけい）
- 池味（いけみ）
- 上原（うえはら）
- 中央（ちゅうおう）
- 照間（てるま）
- 桃原（とうばる）
- 西原（にしはら）
- 饒辺（のへん）
- 平宮（ひらみや）
- 平安座（へんざ）
- 宮城（みやぎ）
- 屋慶名（やけな）
- 屋平（やひら）
- 与那城（よなしろ）

## 歴史
伊計島で1万年前の人の化石が発見され古くから人が住んでいたと思われる。近くに鹿の洞窟や仲原遺跡が復元されている。
もともとは勝連間切だったが、1676年に分離し西原間切となったあと、平田間切、そして与那城（よなぐすく）間切となった。1896年の郡区制で中頭郡に編入したあと、1908年4月1日の島嶼町村制施行で与那城村（よなぐすくそん）となった。
平安座島、宮城島、伊計島、藪地島は長らく離島で、復帰前は周辺海域も合わせて「与勝海上政府立公園」として指定されていた。しかし復帰直前の1970年代に入り、石油コンビナートが平安座島に建設。沖縄本島とは約5km離れていたが、干潮時にはそのまま歩いて渡れるため、そこに石油業者が海中道路を建設。僅か1ヶ月余りで完成した。海中道路は1960年代にも住民によって建設に動き出したものの、総工費が予算をオーバーしたため建設を断念した経緯がある。こうして海中道路で平安座島と結ばれた後、1974年には埋め立てで宮城島とつながり（完全につながったわけではなく、僅かな小橋で結ばれている）、1982年には伊計大橋が完成しついに伊計島とも結ばれた。完成当初は業者のものだった海中道路はのちに村道となったあと、1991年に県道に昇格した。昇格したのを機に海中道路の整備も始まり、1999年に現在の海中道路が完成した。また整備中の1997年には浜比嘉大橋が開通し、平安座島と勝連町の浜比嘉島と結ばれた。
1994年1月1日に町に昇格し与那城町となり、呼び名を「よなぐすく」から「よなしろ」に変更された。その頃から隣の具志川市と勝連町との合併が浮上、最初は3市町での合併だったがのちに石川市が加わり、4市町の合併となった。そして2005年4月1日に具志川市・石川市・勝連町との合併で、うるま市となり与那城町は消滅した。

## その他
- 日本の音風景100選 : エイサー
  - エイサーの中でも屋慶名エイサー・平敷屋エイサーといった有名なエイサーがある。
- 伊計島は、80歳を超える人が16人100歳が1名と長寿の島。「シナジャ」という貝にタウリンが多く含まれ、他にもずくなどの海の幸・黄金芋などの山の幸が豊富である。
- ジュゴンが回遊する所としても有名（藻が豊富）。
- 東洋一の海の駅「あやはし館」があり、1階が特産品販売 (TEL098-978-8830)、2階が資料館となっている。体験学習などもできる。詳しくは、TEL098-978-8831。
- ニライ・カナイの伝承の地 : 沖縄県周辺では古くから東の海から良いことがやって来るとされ、太陽の登るのを拝んでいる。
- あやはし海中ロードレース大会 : 海中道路を走るトリムマラソン大会がある。

## 現在のうるま市与那城地域
合併後、住所は「中頭郡与那城町字○○」から旧町名の「与那城」がうるま市と字以下の集落名の間に付き、「うるま市与那城○○」となり、与那城と各集落の間に「字」はつけない。但し、与那城地区は字名と旧町名が同じであるため「与那城」を重ねずに「うるま市与那城」となる。

## 交通

### 道路
- 沖縄県道10号伊計平良川線（主要地方道）
- 沖縄県道8号線
- 沖縄県道16号線
- 沖縄県道37号線
- 沖縄県道238号浜比嘉平安座線（浜比嘉大橋〜浜比嘉島）
- 沖縄県道239号与那城具志川線

### 路線バス
本島内は旧町内にある屋慶名バスターミナルから具志川・コザとを結び、61番と227番を除いては那覇バスターミナルとを結んでいる。また127番の屋慶名（高速）線はコザを経由した後沖縄自動車道で那覇市内へ向かう。
- 27番・屋慶名（大謝名）線　沖縄バス）
- 52番・与勝線　（沖縄バス）
- 61番・前原線　（沖縄バス）　※宜野湾市（真志喜駐車場）止まり
- 80番・与那城線　（沖縄バス）
- 127番・屋慶名（高速）線　（沖縄バス）　沖縄南IC以南沖縄自動車道経由
- 227番・屋慶名おもろまち線　（沖縄バス）　※那覇新都心（おもろまち駅前広場）止まり
- うるま市有償バス　勝連庁舎 - 屋慶名農協前 - 平安座・浜比嘉・宮城・伊計各島を結んでいる

（合併前は屋慶名農協前と平安座・宮城・伊計各島とを結んでいたが、合併時に業者の統合で浜比嘉島が経由地に加わり、旧勝連町役場まで延長した）

## 学校
- うるま市立与勝第二中学校（合併前は勝連町も校区だったため町立ではなく与勝事務組合立だった）
- うるま市立宮城中学校（宮城島）
- うるま市立平安座小中学校（平安座島）
- うるま市立伊計小中学校（伊計島）
- うるま市立与那城小学校
- うるま市立宮城小学校（宮城島）
- うるま市立桃原小学校（宮城島）

## 主要施設
- 海の駅・あやはし館 - ウェイバックマシン（2003年12月17日アーカイブ分）（海中道路上、住所上は与那城屋平）
- 沖縄石油（平安座島、出光興産系）
- ビッグタイムリゾート伊計島（伊計島、2012年閉館）
- 屋慶名バスターミナル（与那城屋慶名）

## 著名出身者
- 玉城デニー - 沖縄県知事[1]
- HY (バンド) - メンバー全員が与那城町出身